# Asadollah Asgaroladi
Asadollah Asgar-Oladi est un magnat des affaires iranien ayant des intérêts commerciaux dans les exportations, la banque, l'immobilier et la santé né le 6 mars 1934 à Téhéran et mort le 13 septembre 2019 dans la même ville.  
Sa fortune a été estimée à 400 millions de dollars en 2003.

## Biographie
Asadollah Asgar-Oladi est né dans une famille de marchands. Ses ancêtres convertis du judaïsme à l'islam chiite,. Il est parmi les plus riches Iraniens du monde, (troisième plus riche Iranien dans le monde, le deuxième plus riche en Iran), avec une fortune estimée à plus de 9 milliards de dollars[réf. nécessaire]. Son empire commercial remonte aux années 1970. Depuis lors, Asgar-Oladi est devenu l'un des principaux exportateurs de fruits secs, noix et épices en provenance d'Iran. Asgaroladi est le président de Hasas Co., la première entreprise exportatrice de noix et de pistaches d'Iran depuis 1953. 
Asadollah Asgaroladi a augmenté sa fortune de manière spectaculaire dans les années 1990, quand il y avait deux taux de change officiels pour le dollar américain. Les Iraniens disposant d'une licence commerciale pouvaient alors obtenir un taux plus bas de 1 750 rials de change plus bas, tandis que la valeur de marché des dollars américains était à 8 000 rials. Pendant cette période, son frère Habibollah Asgaroladi était le ministre du Commerce, et chargé de distribuer des licences commerciales octroyant le droit au taux de change plus bas. Il a utilisé ses relations pour obtenir de grandes quantités de dollars américains au taux le plus avantageux et les a revendus au prix de la valeur de marché pour un bénéfice de plus de 300 %. 
Asadollah Asgar-Oladi est un membre bien connu de la communauté d'affaires iranienne. Il a occupé la présidence de plusieurs chambres de commerce internationales, dont celles dédiées aux échanges entre l'Iran et la Chine, l'Iran et l'Australie, l'Iran et la Russie  et l'Iran et le Canada.
Asadollah Asgar-Oladi a été signalé comme étant en négociations pour acheter la compagnie aérienne Iran Air / « Homa », la compagnie nationale de l'Iran. Diverses sources ont également rapporté son intention d'acquérir l'International Trade and Exhibition Centre de Téhéran, un vaste complexe dédié à l'organisation de conférence et d'exposition situé dans le nord de Téhéran. Il détient également une participation majoritaire dans trois banques chinoises de détail. Asgar-Oladi a maintes fois proposé la création d'une banque commune à l'Iran et la Chine.